# Le Doyen Studio
Студія «Лє Доен» (Le Doyen Studio) — українська студія пост-продакшену та дубляжу, що розпочала діяльність у 2008 році. У січні 2009 року стала першою в Україні студією, що отримала сертифікат «Студія Dolby Premier». Друга українська студія, що почала створювати український дубляж для кінотеатральних проєктів.
Станом на 2012 рік студія «Лє Доен» дублювала близько 60% всіх кінопрокатних фільмів в Україні.
«Лє Доен» є дочірнім підприємством кінопрокатної компанії B&H,  пройшла перевірку на відповідність міжнародним стандартам якості: технічні можливості та акустика приміщень були протестовані й схвалені головним консультантом зі створення нових продакшн-студій компанії Dolby Джеймсом Седдоном.
2009 року «Лє Доен» була сертифікована компанією Dolby як студія категорії Dolby Premier. На той час у світі існувало лише 10 студій аналогічного класу, і студія «Лє Доен» стала одинадцятою. Отримання такої оцінки забезпечила наявність трьох невід'ємних складових роботи студії: бездоганної акустики приміщень, першокласного технічного обладнання та висококваліфікованих фахівців.
Студійний комплекс складається зі студії-кінотеатру Dolby Premier Mix, 5 студій для дублювання, монтажних кімнат для роботи зі звуком та відео, а також додаткового простору для комфортного спілкування. Проєкт приміщення площею 146 м², концепцію архітектурного, акустичного та інтер'єрного дизайну було спеціально розроблено експертами галузі студійного дизайну.
Виміри рівня шуму, відбиттів тощо, зроблені експертом компанії Dolby, підтвердили, що українська студія повністю відповідає найвищим міжнародним стандартам. Приміщення об'ємом 1206 м³ та висотою 9 м фактично є еталонним кінотеатром, умови й можливості якого дозволяють максимально коректно передавати звуки будь-якого частотного та динамічного діапазону. Комфортабельність приміщення не поступається його технічним характеристикам — наявність 21 глядацького місця дає змогу на бажання клієнтів проводити попередні перегляди для творців фільмів та їхніх гостей.
Базовим елементом технічного обладнання студії є мікшерна консоль Icon D-control виробництва компанії Digidesign. Консоль підтримує максимальну кількість фейдерів — 80 каналів, тоді як більшість студій в Україні та світі обходяться значно меншою їхньою кількістю. Згідно з обов'язковими вимогами сертифікації, інженери, що працюють у системі Dolby, є фахівцями найвищого класу. Професійний рівень звукорежисерів студії Le Doyen підкріплений їхнім багаторічним досвідом співробітництва як із вітчизняними партнерами, так і з провідними світовими кінокомпаніями.
Поряд зі зведенням звуку для кінофільмів у форматі Dolby Digital, «Лє Доен» виконує також інші види звукових робіт: тонування, дубляж, зведення музики, саунд дизайн кіно- і відеофільмів. Дві рекордингові мовні студії добре звукоізольовані, належним чином заглушені й відповідають найвищим світовим стандартам. Технічні можливості кожної з них дозволяють здійснювати запис будь-якої складності, включаючи запис масових сцен. Рекордингові студії почали роботу навесні 2008 року, і протягом перших 10 місяців тут було повністю дубльоване українською мовою більше 20 фільмів провідних кінокомпаній. Із Le Doyen співпрацюють провідні українські актори, тож база голосів, якою володіють фахівці з кастингу, налічує більше сотні різних варіантів.

## Дубляж українською

### 2023 рік
1. М/ф «Підлітки-мутанти Черепашки-ніндзя: Погром мутантів», Teenage Mutant Ninja Turtles: Mutant Mayhem (2023, Paramount Pictures, Nickelodeon Movies, Point Grey Pictures)

### 2022 рік
1. К/с «Світ Юрського періоду 3: Домініон», Jurassic World: Dominion (2022 Universal Pictures,  Amblin Entertainment, The Kennedy/Marshall Company, Perfect World Pictures)
2. М/ф «Кіт у чоботях 2: Останнє бажання», Puss in boots 2: the Last wish (2022 Dreamworks animation)

### 2021 рік
1. К/с «Покемон. Фільм: Секрети джунглів» на замовлення «Netflix»
2. К/с «Червоне повідомлення» на замовлення «Netflix»
3. Х/а/с «Світ Юрського періоду: Крейдовий табір» на замовлення «Netflix»

### 2020 рік
1. М/c «Темний плащ», Darkwing Duck  (1990-1991, Walt Disney Television)

### 2019 рік
1. К/c «Меч у камені», The Sword in the Stone (1963, Walt Disney Pictures)
2. К/с «Книга джунглів», The Jungle Book (1967, Walt Disney Pictures)
3. К/с «Месники: Завершення»,   Avengers: Endgame Marvel
4. К/c «Крижане серце 2», Frozen 2 (2019, Walt Disney Pictures)
5. К/с «Чаклунка: Повелителька темряви», Maleficent: Mistress of Evil (2019, Walt Disney Pictures)

### 2018 рік
1. К/c «Бембі», Bambi (1942, Walt Disney Pictures)
2. К/с «Аліса в Країні чудес», Alice in Wonderland (1951, Walt Disney Pictures)
3. К/с «Пітер Пен», Peter Pan (1953, Walt Disney Pictures)
4. К/c «Світ Юрського періоду 2», Jurassic World: Fallen Kingdom (2018, Universal Pictures, Amblin Entertainment, The Kennedy/Marshall Company, Legendary Pictures)
5. К/c «Людина-мураха та Оса», Ant-man and The Wasp (2018, Disney, Marvel Studios)
6. К/c «Месники: Війна нескінченності», Avengers: Infinity War (2018, Disney, Marvel Studios)
7. К/c «Чорна Пантера», Black Panther (2018, Disney, Marvel Studios)

### 2017 рік
1. К/c «Піноккіо», Pinocchio (1940, Walt Disney Pictures)
2. К/c «Дамбо», Dumbo (1941, Walt Disney Pictures)
3. К/c «Випромінюй позитив», Fun and Fancy Free (1947, Walt Disney Pictures)
4. К/c «Пригоди Ікабода і містера Скрека», The Adventures of Ichabod and Mr. Toad (1949, Walt Disney Pictures)
5. К/c «Леді та Блудько», Lady and the Tramp (1955, Walt Disney Pictures)
6. К/c «Коти-аристократи», The Aristocats (1970, Walt Disney Pictures)
7. К/c «Робін Гуд», Robin Hood (1973, Walt Disney Pictures)
8. К/c «Лис і мисливський пес», The Fox and the Hound (1981, Walt Disney Pictures)
9. К/c «Чорний казан», The Black Cauldron (1985, Walt Disney Pictures)
10. К/c «Великий мишачий детектив», The Great Mouse Detective (1986, Walt Disney Feature Animation)
11. К/c «Олівер і Компанія», Oliver & Company (1988, Walt Disney Feature Animation)
12. К/c «Русалонька», The Little Mermaid (1989, Walt Disney Feature Animation)
13. К/c «Покахонтас», Pocahontas (1995, Walt Disney Feature Animation)
14. К/с «Мулан», Mulan (1998, Walt Disney Feature Animation)
15. Д/в «Покахонтас II: Подорож у Новий Світ», Pocahontas II: Journey to a New World (1998, DisneyToon Studios)
16. Д/в «Русалонька 2: Поклик моря», The Little Mermaid II: Return to the Sea (2000, DisneyToon Studios)
17. Д/в «Русалонька: Дитинство Аріель», The Little Mermaid: Ariel's Beginning (2008, DisneyToon Studios)
18. К/c «Людина-павук: Повернення додому», Spider-Man: Homecoming (2017, Sony, Marvel Studios)
19. К/c «Тор: Раґнарок», Thor: Ragnarok (2017, Disney, Marvel Studios)

### 2016 рік
1. К/c «Рятівники», The Rescuers (1977, Walt Disney Pictures)
2. К/c «Рятувальники: Операція "Австралія"», The Rescuers Down Under (1990, Walt Disney Feature Animation)
3. К/c «Горбань із Нотр-Даму», The Hunchback of Notre Dame (1996, Walt Disney Feature Animation)
4. К/c «Перший месник: Протистояння», Captain America: Civil War (2016, Disney, Marvel Studios)
5. К/c «Зоотрополіс», Zootopia (2016, Walt Disney Pictures)
6. К/c «Ваяна», Moana (2016, Walt Disney Pictures)

### 2015 рік
1. К/c «Світ Юрського періоду», Jurassic World (2015, Universal Pictures, Amblin Entertainment, Legendary Pictures)
2. К/с «Робот Чаппі», Chappie (2015, Colubmia Pictures)

### 2014 рік
1. К/c «Геркулес», Hercules (1997, Walt Disney Feature Animation)
2. К/c «Супер шістка», Big Hero 6 (2014, Walt Disney Pictures)
3. К/c «Чаклунка», Maleficent (2014, Walt Disney Pictures)
4. К/с «Робокоп», RoboCop (2014, Colubmia Pictures)
5. К/с «Джек Раян: Теорія хаосу», Jack Ryan: Shadow Recruit (2014, Paramount Pictures)
6. М/с «Ніндзяго: Майстри Спінджитсу», Ninjago: Masters of Spinjitsu (2011, The Lego Group)

### 2013 рік
1. К/c «Пригоди імператора», The Emperor's New Groove (2000, Walt Disney Feature Animation)
2. К/c «Світ забуття», Oblivion (2013, Universal Pictures)
3. К/c «Крижане серце», Frozen (2013, Walt Disney Pictures)
4. К/c «Університет монстрів», Monsters University (2013, Walt Disney Pictures, Pixar Animation Studios)
5. К/c«Штурм Білого дому», White House Down (2013, Colubmia Pictures)
6. К/c«Всесвітня війна Z», World War Z (2013, Paramount Pictures)
7. К/c«Стартрек: Відплата», Star Trek Into Darkness (2013, Paramount Pictures)

### 2012 рік
1. К/c «Попелюшка», Cinderella (1950, Walt Disney Pictures)
2. М/c «Качині історії», DuckTales (1987-1990, Walt Disney Television Animation)
3. K/c «Красуня і Чудовисько», Beauty and the Beast (1991, Walt Disney Pictures)
4. К/c «Тарзан», Tarzan (1999, Walt Disney Feature Animation)
5. K/c «Ральф-руйнівник», Wreck-It Ralph (2012, Walt Disney Pictures)
6. К/c «Відважна», Brave (2012, Walt Disney Pictures)
7. К/c «Оголена спокуса», Wanderlust (2012, Universal Pictures)
8. К/c «Нова Людина-павук», The Amazing Spider-Man (2012, Columbia Pictures)
9. К/c «Мадагаскар 3», Madagascar 3 (2012, DreamWorks Animation)
10. К/c «Морський бій», Battleship (2012, Universal Pictures)
11. К/c «Мій пацан», That's My Boy (2012, Columbia Pictures)
12. К/c «Мачо і ботан», 21 Jump Street (2012, Columbia Pictures)
13. К/c «Люди в чорному 3», Men in Black 3 (2012, Columbia Pictures)
14. К/c «Любий друг», The Vow (2012, Universal Pictures)
15. К/c «Клятва (фільм, 2012)», The Vow (2012, Columbia Pictures)
16. К/c «Дикуни», Savages (2012, Universal Pictures)
17. К/c «Диктатор», The Dictator (2012, Paramount Pictures)
18. К/c «Джон Картер: між двох світів», John Carter (2012, Walt Disney Pictures)
19. K/c «Паранорман, або як приручити зомбі», ParaNorman (2012, Focus Features)
20. K/c «Пригадати все (фільм, 2012)», Total Recall (2012, Columbia Pictures)
21. K/c «007: Координати «Скайфол»», Skyfall (2012, Columbia Pictures)
22. K/c «Оселя зла: Відплата», Resident Evil: Retribution (2012, Constantin Film)
23. K/c «Паранормальне явище 4», Paranormal Activity 4 (2012, DreamWorks)
24. K/c «Рейс (фільм, 2012)», Flight (2012, Paramount Pictures)
25. K/c «Селест і Джессі: Навіки разом», Celeste & Jesse Forever (2012, PalmStar Entertainment)
26. K/c «Хмарний атлас (фільм)», Cloud Atlas (2012,Warner Bros)
27. K/c «Цирк дю Солей: Казковий світ», Cirque du Soleil: Worlds Away (2012, Paramount Pictures)

### 2011 рік
1. М/c «Чіп і Дейл — бурундучки-рятівнички», Chip 'n Dale: Rescue Rangers (1989-1990, Walt Disney Television Animation)
2. М/c «Русалонька», The Little Mermaid (1992-1994, Walt Disney Television Animation)
3. К/c «Король Лев», The Lion King (1994, Walt Disney Feature Animation)
4. М/c «Тімон і Пумба», Timon & Pumbaa (1995-1999, Walt Disney Television Animation)
5. K/c «Вінні Пух», Winnie the Pooh (2011, Walt Disney Pictures)
6. К/c «Анонім», Anonymous (2011, Columbia Pictures)
7. К/c «Більше ніж секс», No Strings Attached (2011, Paramount Pictures)
8. К/c «Бойовий кінь», War Horse (2011, DreamWorks SKG)
9. К/c «Пірати Карибського моря: На дивних берегах», Pirates of the Caribbean: On Stranger Tides (2011, Walt Disney Pictures)
10. К/c «Глобальне вторгнення: Битва Лос-Анджелес», Battle Los Angeles (2011, Columbia Pictures)
11. К/c «Гоп», Hop (2011, Universal Pictures)
12. К/c «Джек і Джилл», Jack and Jill (2011, Columbia Pictures)
13. К/c «Дівчина з тату дракона», The Girl with the Dragon Tattoo (2011, Columbia Pictures)
14. К/c «Дружина напрокат», Just Go with It (2011, Columbia Pictures)
15. К/c «Друзі по сексу», Friends with Benefits (2011, Columbia Pictures)
16. К/c «Як обікрасти Хмарочос», Tower Heist (2011, Universal Pictures)
17. K/c «Зелений шершень», The Green Hornet (2011, Columbia Pictures)
18. K/c «Зоонаглядач», Zookeeper (2011, Columbia Pictures)
19. K/c «Ковбої проти прибульців», Cowboys & Aliens (2011, DreamWorks Pictures)
20. K/c «Людина, яка змінила все», Moneyball (2011, Columbia Pictures)
21. K/c «Маппет-шоу», The Muppets (2011, Walt Disney)
22. K/c «Місія неможлива. Протокол фантом», Mission: Impossible - Ghost Protocol (2011, Paramount Pictures)
23. K/c «Нічка жахів (фільм, 2011)», Fright Night (2011, DreamWorks SKG)
24. K/c «Паранормальне явище 3», Paranormal Activity 3 (2011, Paramount Pictures)
25. K/c «Реальна сталь», Real Steel (2011, DreamWorks Pictures)
26. K/c «Священик (фільм)», Priest (2011, Screen Gems)
27. K/c «Смурфики» The Smurfs (2011, Sony Pictures Animation)
28. K/c «Супер 8», Super 8 (2011, Paramount Pictures)
29. K/c «Училка (фільм)», Bad Teacher (2011, Columbia Pictures)
30. K/c «Форсаж 5: Пограбування в Ріо», Fast Five (2011, Universal Pictures)
31. K/c «Хранитель часу», Hugo (2011, GK Films)
32. K/c «Я номер чотири», I Am Number Four (2011, DreamWorks)

### 2010 рік
1. К/c «Білосніжка і семеро гномів», Snow White and the Seven Dwarfs (1937, Walt Disney Pictures)
2. К/c «Фантазія», Fantasia (1940, Walt Disney Pictures)
3. К/с «Аладдін», Aladdin (1992, Walt Disney Feature Animation)
4. K/c «Аліса в Країні чудес», Alice in Wonderland (2010, Walt Disney Pictures)
5. K/c «Заплутана історія», Tangled (2010, Walt Disney Pictures)
6. K/c «Бурлеск (фільм)», Burlesque (2010, Screen Gems)
7. K/c «Диваки у 3D», Jackass 3D (2010, Paramount Pictures)
8. K/c «Запасний план», The Back-up Plan (2010, CBS Films)
9. K/c «Знайомство з Факерами 2», Little Fockers (2010, Relativity Media)
10. K/c «Історія іграшок 3», Toy Story 3 (2010, Pixar)
11. K/c «Їсти молитися кохати», Eat Pray Love (2010, Columbia Pictures)
12. K/c «Копи на підхваті», The Other Guys (2010, Columbia Pictures)
13. K/c «Моя жахлива няня: Великий бум», Nanny McPhee and the Big Bang (2010, StudioCanal)
14. K/c «Надто крута для тебе», She's Out of My League (2010, DreamWorks)
15. K/c «Нещадний», Faster (2010, CBS Films)
16. K/c «Одного разу в Римі», When in Rome (2010, Touchstone Pictures)
17. K/c «Однокласники (фільм, 2010)», Grown Ups (2010, Happy Madison Productions)
18. K/c «Оселя зла: Потойбічне життя», Resident Evil: Afterlife (2010, Constantin Film Ltd.)
19. K/c «Останній володар стихій», The Last Airbender (2010, Nickelodeon Movies)
20. K/c «Паранормальне явище 2», Paranormal Activity 2 (2010, Paramount Pictures)
21. K/c «Полювання на колишню», The Bounty Hunter (2010, Columbia Pictures)
22. K/c «Принц Персії: піски часу (фільм)», Prince of Persia: The Sands of Time (2010, Walt Disney Pictures)
23. K/c «Ранковий підйом», Morning Glory (2010, Paramount Pictures)
24. K/c «Робін Гуд (фільм, 2010)», Robin Hood (2010, Universal Studios)
25. K/c «Соціальна мережа (фільм)», The Social Network (2010, Columbia Pictures)
26. K/c «Справжня мужність», True Grit (2010, Paramount Pictures)
27. K/c «Трон: Спадок», TRON: Legacy (2010, Walt Disney Pictures)
28. K/c «Турист», The Tourist (2010, Columbia Pictures)
29. K/c «Учень чаклуна (фільм)», The Sorcerer's Apprentice (2010, Walt Disney Pictures)

### 2009 рік
1. К/c «Принцеса і Жаба», The Princess and the Frog (2009, Walt Disney Pictures)
2. K/c «Бригада М», G-Force (2009, Walt Disney Pictures)
3. K/c «Відьмина гора», Race to Witch Mountain (2009, Walt Disney Pictures)
4. K/c «Готель для собак», Hotel for Dogs (2009, Nickelodeon M)
5. K/c «Джи Ай Джо: Атака кобри», G.I. Joe: The Rise of Cobra (2009, Paramount Pictures)
6. K/c «Захоплення підземки 123», The Taking of Pelham 1 2 3 (2009, Columbia Pictures)
7. K/c «Зізнання шопоголіка», Confessions of a Shopaholic (2009, Touchstone Pictures)
8. K/c «Зоряний шлях (фільм)», Star Trek (2009, Paramount Pictures)
9. K/c «Інтернаціональ», The International (2009, Columbia Pictures)
10. K/c «Клони», Surrogates (2009, Touchstone Pictures)
11. K/c «Люблю тебе, чувак», I Love You, Man (2009, DreamWorks Pictures)
12. K/c «Милі кості (фільм)», The Lovely Bones (2009, Paramount Pictures)
13. K/c «Освідчення», The Proposal (2009, Touchstone Pictures)
14. K/c «П'ятниця 13-те (фільм, 2009)», Friday the 13th (2009, Paramount Pictures)
15. K/c «Старі пси», Old Dogs (2009, Walt Disney Pictures)
16. K/c «Хранителі (фільм)», Watchmen (2009, Warner Brothers)

### 2008 рік
1. К/c «Не бий копитом», Home on the Range (2004, Walt Disney Feature Animation)
2. K/c «Вольт», Bolt (2008, Walt Disney Pictures)
3. K/c «Грім у тропіках», Tropic Thunder (2008, DreamWorks)
4. K/c «Життя спочатку (фільм)», Revolutionary Road (2008, DreamWorks)
5. K/c «Орлиний зір», Eagle Eye (2008, DreamWorks)
6. K/c «Особливо небезпечний (фільм)», Wanted (2008, Universal Pictures)
7. K/c «Катинь», Katyn (2007, ITI Cinema)
8. К/с «Пригоди Десперо», The Tale of Despereaux (2008, Universal Pictures)

## Обладнання студії

### Обладнання яке використовується для Dolby Mix
1. Mixing Desk: Icon D-Control — 80 Faders
2. Model of 35 mm film projector KINOTON FP 30 EC2
3. Video projector — Panasonic DW 10000
4. Pro Tools HD v7.4.2, HD v8.0, LE v9.0
5. Out Board processors: Lexicon 960L, TC Electronics 6000, RTW Surround monitor, Dolby Pitch Control.
6. Speakers type — JBL
7. Amplifiers — CROWN
8. Effects processors: Waves Diamond plugins, Oxford Plugins
9. Screen area 24 m²[5]

### Обладнання для Dubbing
1. Monitoring: 5.1 JBL LSR 6328P
2. DAW: Pro Tools HD3, ver 7.3, Command 8
3. Effects processors: Waves Diamond plugins, Oxford Plugins
4. Microphones: Neuman U87, Sennheiser 416, Schoeps Shotgun CMIT 5U, Schoeps CMC 6[5]

## Спроба знищити студію у 2012 році
5 квітня 2012 року податкова міліція Державної податкової служби України (ДПСУ) провела обшук в офісі B&H Film Distribution та її дочірніх компаніях мережі кінотеатрів Кінопалац та студії Le Doyen та вилучила все обладнання студії для дубляжу та озвучення аудіовізуальних творів. За словами Богдана Батруха під час свого штурму Le Doyen 5 квітня 2012 року податківці винесли 45 коробок і 15 мішків із документами, 31 комп'ютер, два сервери та 28 дисків із фільмами. Причиною стала, начебто, несплата податку на додану вартість компанією B&H у обсязі більш як 10 млн гривень. Однак у діях податківців українські інтелектуали вбачили незаконне блокування роботи найбільшої студії україномовного дубляжу проросійськими політиками «Партії Регіонів» Вадимом Колєстніченко, Іриною Бережною, Олегом Царьовим, Дмитром Табачником, Олексієм Костусєвим, Володимиром Семиноженком, Оленою Бондаренко тощо, які ще з самого початку запроваждження українського дубляжу лобіювали інтереси російських дистриб'юторів, що прагнули повернути російський дубляж в Україну та одночасно скасувати український дубляж для українського кінопрокату. Крім того, у організації рейду ДПСУ на Le Doyen також звинуватили бізнесменів-конкурентів B&H з орбіти впливу Партії регіонів, котрі активно виступали за обмеження україномовного дубляжу на користь російського та протягом багатьох років займалися лобіювання скасування норми закону про український дубляж, для ослаблення позицій B&H; зокрема, як можливого ініціатора рейдерства на Le Doyen називали Антона Пугача — засновника, власника та керівника мережі кінотеатрів Multiplex, до управління якої зокрема нібито була причетна сама Ірина Бережна.
10 квітня 2012 року українська інтелігенція влаштувала мітинг під Кабінетом Міністрів проти наступу влади на український дубляж. 12 квітня 2012 року українська інтелігенція знову влаштувала мітинг під Кабінетом Міністрів і цього разу у ньому взяли участь більше 200 людей.
12 квітня 2012 року податкова повернула майно студії і вона відновила свою роботу. Згодом, 24 квітня 2012 року прес-служба ДПСУ повідомила, що компанія B&H (власник Le Doyen) повністю погасила податкове заборговання та всі відповідні штрафи загальною сумою у 24,2 млн грн і, відповідно, звільняється від кримінальної відповідальності.
У 2015 році в інтерв'ю часопису «Кіно-театр» Богдан Батрух зізнався, що одним з ініціаторів рейду ДПСУ на студію Le Doyen був тодішній кервник ДПСУ Олександр Клименко, але після втечі кервництва Партії регіонів з України у 2014 році та приходу до влади проєвропейських сил з'ясувалося, що звинувачення проти B&H було сфальсифіковані й проти колишнього керівника ДПСУ Клименка було відкрито кримінальну справу.
Восени 2016 року стало відомо, що компанія B&H Film Distribution (власник Le Doyen Studio) виграла суд із ДПСУ. Верховний суд України постановив, що ДПСУ діяла незаконно, а всі протиправні стягнення податкової мають бути повернуті у повному обсязі.

## Дочірні компанії
Компанія входить у мережу активів Богдана Батруха:
- B&H Film Distribution Company — українська кінодистриб'юторська компанія.
- мережа кінотеатрів «Кінопалац» — однієї з найбільших мереж кінотеатрів в Україні (12 закладів).
- Агенція Сінема — рекламна агенція створена у 2003 році, як підрозділ B&H Distribution Company, що займається розміщенням реклами у кінотеатрах.
- B&H Classic Films — в минулому компанія, яка займалася виробництвом та розповсюдженням ліцензійної продукції Дісней на DVD та Blu-ray в Україні. Проіснувала з 2012 по 2014 рік.

## Зовнішні посилання
- Офіційний сайт
- Le Doyen Studio у соцмережі «Facebook»